# Bolitoglossa jacksoni
Espèce
Statut de conservation UICN

 CR  : 
En danger critique
Bolitoglossa jacksoni est une espèce d'urodèles de la famille des Plethodontidae.

## Répartition
Cette espèce est endémique du département de Huehuetenango dans l'Ouest du Guatemala. Elle n'est connue que de Finca Chiblac sa localité type, à environ 12 km au Nord-Nord-Est de Santa Cruz Barillas. Elle est présente à environ 1 400 m d'altitude dans la Sierra de los Cuchumatanes.

## Description
La femelle holotype mesure 92,5 mm dont 43,4 mm pour la queue.

## Conservation
L'espèce n'a pas été observée entre 1975 et 2017, ce qui a conduit les scientifiques à craindre sa disparition. L'ONG Global Wildlife Conservation l'avait alors placée sur sa liste des 25 espèces « perdues » à retrouver dans le cadre de son programme lost species,. L'UICN n'a pas évalué son statut de conservation par manque de données sur les populations.

## Étymologie
Cette espèce est nommée en l'honneur de Jeremy L. Jackson.

## Publication originale
- Elias, 1984 : Salamanders of the northwestern highlands of Guatemala. Contributions in Science, Natural History Museum of Los Angeles County, no 348, p. 1-20 (texte intégral).